# 宗教包容主義
宗教包容主義是理解宗教之间关系的方法，它相信许多不同的信仰都是正确的，或至少不會排斥。它与宗教排外主義相反，宗教排外主義断言只有一种正确方法，而其他所有方法都是错的。宗教包容主義是宗教多元主义的一种形式，這术语还可以断言所有信仰中的信徒在特定语境中同样有效。 
广义上有两种包容主义思想： 
- 传统包容主义认为信徒自己的观点仅在特定情况下才正确，其他传统信徒的觀點则有自己的有效性。
- 相对论的包容主义主张一组未知的断言绝对正确，目前还没有人确定绝对真理，但是所有人类部分确定绝对真理。

包容主义思想的两种类型都贯穿于包容主义信仰中。 

## 古希腊
希臘羅馬釋義古希腊作家将外国神灵等同于他们自己的万神殿成员的共同趋势。例如，希罗多德将古埃及众神阿蒙、奥西里斯和帕塔，分別称为“宙斯”、“狄俄尼索斯”和“赫菲斯托斯”。这可以被视为包容主义的一个例子。 
融合主義本來是古希腊宗教的基本特征。后来，亞歷山大大帝信奉希腊宗教，並相信自己是神之子，结果导致其他宗教都出現希臘化，只有在亞歷山大大帝亲自咨询埃及西瓦的宙斯－阿蒙神谕者后，希腊文化才表现出融合的特征，本质上融合了波斯人、安那托利亚人、希腊语中的埃及（最终是伊特鲁里亚－罗马）元素。在托勒密一世发起埃及文化的希腊化之后，伊希斯獲稱為“天后”，除了赫拉之外，在其他许多方面都受崇拜。 

## 巴哈伊信仰
20世纪上半叶巴哈伊信仰的聖護守基阿芬第说： 
The fundamental principle enunciated by Bahá'u'lláh, the followers of His Faith firmly believe, is that religious truth is not absolute but relative, that Divine Revelation is a continuous and progressive process, that all the great religions of the world are divine in origin, that their basic principles are in complete harmony, that their aims and purposes are one and the same, that their teachings are but facets of one truth, that their functions are complementary, that they differ only in the nonessential aspects of their doctrines, and that their missions represent successive stages in the spiritual evolution of human society.

## 基督教
- 耶稣说：“不反對我們的，就是支持我們的。”马可福音9：40
- 使徒彼得对上帝说：“主所應許的尚未成就，有人以為他是耽延，其實不是耽延，乃是寬容你們，不願有一人沉淪，乃願人人都悔改。”彼得後書3：9
- “這光是真光，來到這世界照亮每個人。”约翰福音1：9
- 提多书2：11同样说：“因為神救眾人的恩典已經顯明出來。”
- 因為神差派他的兒子來到世上，不是為了定世人的罪，而是為了世人藉著他得救。约翰福音3:16，17
- 某些基督徒圈子普遍有一种格言：“所有真理都是上帝的真理。”“如果有比真理更出色的东西，那就是上帝；如果没有，那么真理本身就是上帝”－圣奥古斯丁
- 一些福音派学者认为，上帝根据对圣灵的回应来审判所有人，正如罗马书2：14-15所表明的那样，其實沒有律法的外邦人，一旦按照本性去行律法上的事，他們雖然沒有律法，但自己就是自己的律法了。这样，即使没有传教士的指示，人们也有可能通过听到基督对罪的赦免而得救。
- 诗篇19展示了一般的启示，以天空和太阳为例，与转换同时进行。1-6节显示了语言和地理障碍的超越。7-8节宣称，内在完美的律法的内在化可以有效地“使人悔改，使人变得简单，使人高兴，使眼睛开明”。
- 麦基洗德（创世记14:18）、巴兰（民数记）和東方三博士（马太福音2：1-13）這些經文都印證了尽管他们不属于圣约之人，但他們也信奉上帝。
- 哥尼流在彼得来向他传道之前就已经相信了上帝（使徒行传10：1-48。）“然后彼得张开嘴说：'事实上，我认为上帝没有偏见，但在每个民族中，凡敬畏他并行义的人都会被他接受。”使徒行传10：34-35
- 绵羊和山羊的比喻（马太福音25：31-46）描绘了各国的判断是基于每个人对他人的同情而不是其宗教背景。祝福宣告了穷人的精神，温柔，仁慈，和解者，渴望正义的人等。（马太福音5：3-10）也可以理解为在不提及宗教的情况下适用。雅各书1：27在父神看來，純潔而沒有玷汙的虔誠是這樣的：照顧患難中的孤兒寡婦，並且保守自己不受世界的玷汙。”
- 我遊行的時候，觀看你們所敬拜的，遇見一座壇，上面寫著未識之神。你們所不認識而敬拜的，我現在告訴你們。使徒行传17：23-25
- 耶稣在（约翰福音4：22）中对一个撒玛利亚妇女（传统称为Photina）讲话时说：“您崇拜自己不知道的事；我们崇拜我们所知道的事，因为救赎来自犹太人，”这意味着包容主义者相信，可以在没有明确认识的情况下敬拜真神。后来，当一位犹太法律的解释者问他：“我该怎么做才能继承永生？”，耶稣对撒玛利亚人的寓言说：“照样去做。”路加福音10：25-37
- 他说：“由此可見，藉著一次的過犯導致了所有人的定罪；照樣，藉著一次的義行給所有的人帶來永生的稱義。”罗马书5:18
- 支持者包括诺里奇、奥古斯都·霍普金斯·斯特朗、[3]刘易斯[4]约翰·卫斯理[5]、克拉克·皮诺克、[6]卡尔·拉纳尔、约翰·桑德斯、泰伦斯·提森（改革）、罗伯特·布鲁斯（Robert Brush）（《亚美尼亚》雜誌撰稿人）。虽然比利·格雷厄姆（Billy Graham）在[[傳福音|传福音]的]整个60年事工中忠实地讲道“仅凭着对基督的救恩”，但他后来发表了一些有争议的评论，其中包括包容主义（但他不喜欢用这个术语来指称，因为他担心许多人在提到包容主义时就表示普遍主义）。格雷厄姆說：“我曾經扮演過上帝的角色，但是我再也做不到。我曾經相信，如果我們沒有向他們傳講耶穌基督的福音，那麼在遙遠國家的異教徒將會迷路而走向地獄，但我現在不再相信了。”他謹慎地說。“我相信還有其他方式可以識別上帝的存在，還有許多其他機會，可以對上帝說'是'。””[7]
- 包容主义在天主教會[8]和基督复临安息日会得到支持，他们主张虽然基督教是一种真正的信仰，但其他信仰至少部分是正确的，他們認為在宣講福音之前這些都是达到救赎的有效途径。

在约翰福音14：6中找到了有关该问题的辩论中所引用的标准经文。耶穌說：“我就是道路、真理、生命；若不藉著我，沒有人能到父那裏去。”。如果认为这代表着一个人仅因对耶稣的有意识信仰而得救，那么这节经文似乎与刘易斯的立场相矛盾。但是，另一种解读是，耶稣全权负责使得救成为可能。在这段经文中，可能会有这样的關係，有些人可以会通过耶穌的救赎来到天父那里，而不是它与耶稣的關系。

## 印度教
- 一种源于印度教著名的梨俱吠陀赞美诗声称：“雖然聖人只有一个，但是圣贤对此亦有不同的理解。”因此支持了宗教多元化的观点。
- 黑天是印度教的至高神毗湿奴的化身，在《薄伽梵歌》中说：无论人们以什么方式认同我，我都以同样的方式实现他们的欲望。阿朱那啊，人们以各种方式追求我的道路。（薄伽梵歌4：11）;
- 克里希纳说：“无论神灵还是奉献者的崇拜，我都会坚定他的信仰。但是，他们的愿望只有我才能实现。”薄伽梵7：21-22
- 《薄伽梵歌》中的另一句话说：“哦，阿朱那，即使是那些虔诚地信奉其他较小的神灵（例如提婆）的奉献者，他们也崇拜我，但是以不正当的方式敬拜我，因为我是至高无上的存在。我一个人是所有祭祀活动（塞瓦，亚伊纳）的享受者和宇宙之王。”薄伽梵歌9：23

## 參看
- 宗教排外主義
- 宗教